# Sort
Sort é um município da Espanha na província de Lérida, comunidade autónoma da Catalunha. Tem 105,13 km² de área e em 2021 tinha 2 181 habitantes (densidade: 20,7 hab./km²). É a capital da comarca de Pallars Sobirà.

## Demografia
| Variação demográfica do município entre 1991 e 2004[carece de fontes?] | Variação demográfica do município entre 1991 e 2004[carece de fontes?] | Variação demográfica do município entre 1991 e 2004[carece de fontes?] | Variação demográfica do município entre 1991 e 2004[carece de fontes?] |
| ---------------------------------------------------------------------- | ---------------------------------------------------------------------- | ---------------------------------------------------------------------- | ---------------------------------------------------------------------- |
| 1991                                                                   | 1996                                                                   | 2001                                                                   | 2004                                                                   |
| 1571                                                                   | 1718                                                                   | 1851                                                                   | 2003                                                                   |